# Alfons V. Leónský
Alfons V. Leónský, zvaný Šlechetný, (španělsky: Alfonso el Noble; 994/996? – 5. července 1028, Viseo) byl v letech 999 až 1028 leónským králem. Stejně jako ostatní leónští králové používal titul císaře (Imperator totius Hispaniae), aby prosadil své postavení mezi křesťanskými vládci Španělska. Na trůn nastoupil v roce 999 po svém otci, Bemudovi II. Jeho matka Elvíra García a hrabě Menendo González, který ho vychoval v Galicii, působili jako jeho spoluregenti. Po smrti hraběte v roce 1008 Alfons vládl sám.

## Život
Alfons byl jediným legitimním synem krále Bermuda II. a v okamžiku otcova skonu byl nezletilý. Regentkou se s podporou hraběte Menenda Gonzálezese stala Alfonsova matka Elvíra a to až do roku 1007, kdy odešla do klášterního ústraní.
Alfons se s podporou sousedních vládců zúčastnil reconquisty, prosazoval dodržování zákonů a podařilo se mu znovu osídlit zničené a vylidněné město León. Zemřel při obléhání Visea.
| „                     | ...král Galicie Alfons způsobil spoušť mezi Saracény. Ve chvíli, kdy se mu španělské město přišlo podrobit, zatímco již složil zbraně a nařídil křesťanům pod hradbami, jež překypovali nedočkavostí, zanechat boje, šíp, vržený kýmsi seshora z hradebních zdí, z řad týchž nepřátel, jež měl v úmyslu ušetřit, jej smrtelně zasáhl... | “ |
| — Adémar de Chabannes | |   |